# منطقة جبلة
منطقة جبلة منطقة سورية إدارية تتبع محافظة اللاذقية ومركزها مدينة جبلة، بلغ تعداد سكان المنطقة 196,171 نسمة حسب التعداد السكاني لعام 2004.

## نواحي منطقة جبلة
تتألف منطقة جبلة من ستة نواحي "تقسيمات إدارية"
- ناحية مركز جبلة
- ناحية بيت ياشوط
- ناحية الدالية
- ناحية عين شقاق
- ناحية عين الشرقية
- ناحية القطيلبية

## أعلام
- محمد حسن شعبان
- المجاهد الشيخ عز الدين القسام